# Reinhard Eiben
Reinhard Eiben (Crossen, Zwickau, 4 de dezembro de 1951) é um canoísta de slalom alemão na modalidade de canoagem.
Foi vencedor da medalha de Ouro em slalom C-1 em Munique 1972.